# ファンシー (洋菓子)
ファンシーとは、かつて愛知県一宮市の洋菓子店ボンボヌールが製造・販売していた洋菓子（ケーキ）。
製造に関わった職人によってアレンジされた同形状の洋菓子が「パリジャン」「ピレーネ」など複数の名称で主に愛知県内で広く販売されている。

## 特徴

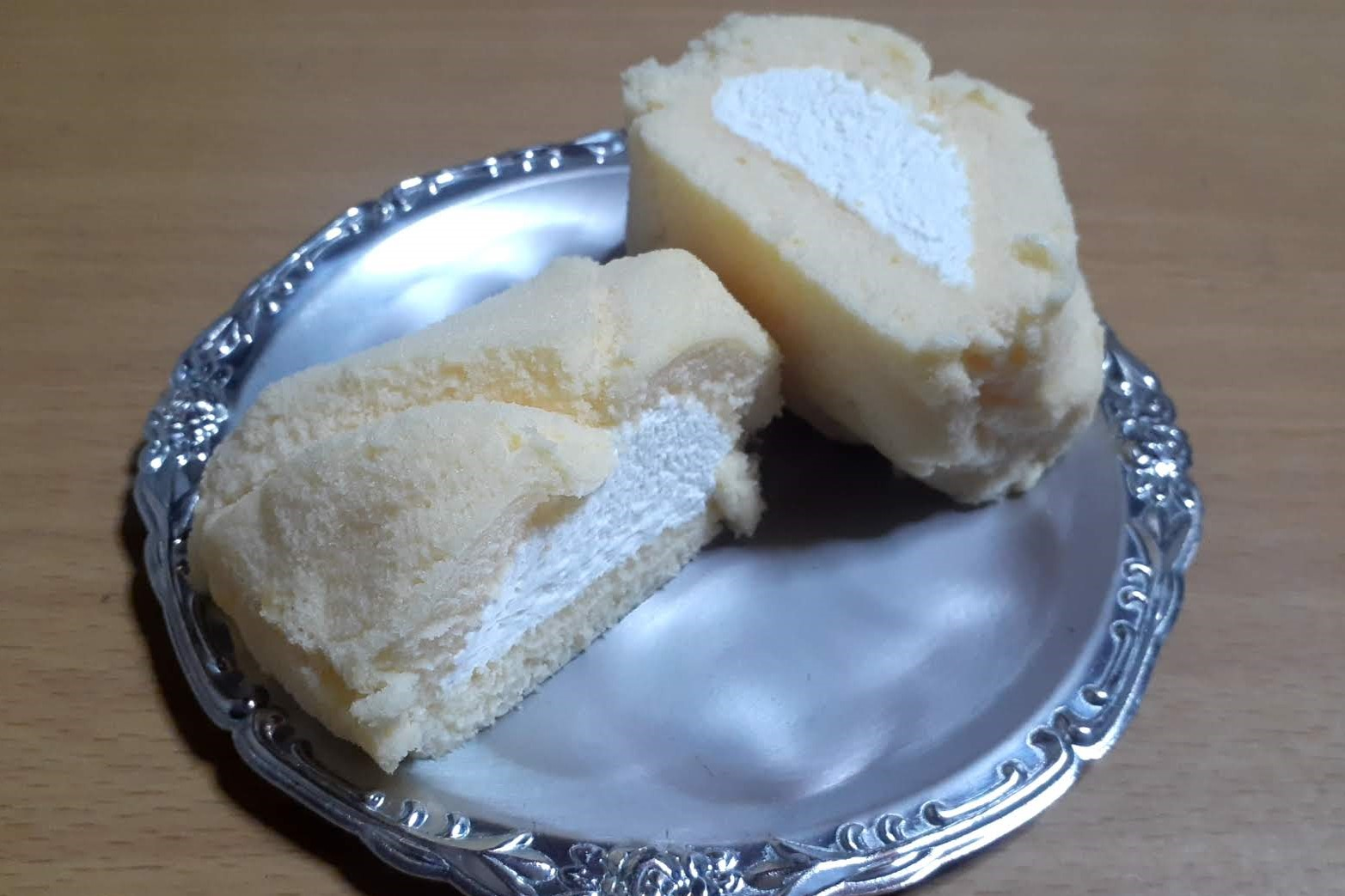
ボンとらやの「ピレーネ」の内部

薄く四角く焼いたスポンジに、クリームを包み込んだ洋菓子。元祖であるパリジャンによると単純なだけに奥深いお菓子であり、オリジナルの製造工程には門外不出の「秘密の工程」があるとされている。

## 歴史と名称

### オリジナルの「ファンシー」
1966年（昭和41年）3月1日、愛知県一宮市の和菓子店・萬壽堂が洋菓子店「まんじゅどうボヌール」へと転業・屋号変更する。同年、同店が製造・販売を開始したケーキ第1号が「ファンシー」である。原型は、のちに工場長を務める松田孝による考案とされる。
1971年（昭和46年）7月、まんじゅどうボヌールは「株式会社 ボンボヌール」を設立し、屋号を変更。ファンシーは同社の商品として製造・販売されるようになった。2005年（平成17年）3月、経営悪化によりにボンボヌールが小売業から撤退・解散すると、洋菓子製造は株式会社ドゥーコムが譲り受け、洋菓子ブランド「ボンボヌール」の商品として引き続き販売された。2011年（平成23年）9月26日、ドゥーコムが資金繰り逼迫により破産したため、オリジナルの「ファンシー」は消滅した。

### 「パリジャン」からの派生
「ファンシー」を考案した松田孝は、1975年（昭和50年）に蟹江町で洋菓子店パリジャンを開店し、「ファンシー」と同形状の商品「パリジャン」を販売していた。ボンボヌール時代の仲間やパリジャンで修行した弟子が出店・独立する際にも製法が引き継がれ、各店でアレンジを加えながら愛知県内の10店舗以上に広まった。看板商品として販売店名を冠することも多く、主要なものは以下のとおり。
- パリジャン（蟹江町、パリジャン）[2]
- パリジャン（鳴海、パリジャン）
- ファンシー（西区大野木→春日井、パリジェンヌ（閉店））
- ピレーネ（豊橋市、ボンとらや）[2]
- チロリヤン（大府市、洋菓子チロリヤン）[2]
- ポワロン（春日井市、洋菓子ポワロン）[2]
- ステラ（名古屋市、ステラプリンス）[2]
- マロン（名古屋市、純喫茶ボンボン）[2]

### その後の「ファンシー」の広がり
パリジャンから派生した店舗で修行した弟子らによってさらに製法は引き継がれ、同形状の商品は岐阜県や三重県など愛知県外にも広がっている。ただし、パリジャンによると、これら類似商品の中にはボンボヌールやパリジャンとは無関係な店舗で販売される例もあり、形状がシンプルゆえに真似しやすいのではないかと分析している。
似た形状の商品として、2016年（平成28年）ごろにモンテールが「ふわふわファンシー」、山崎製パンが「ふわふわケーキ」の名称で製造・販売していた。

### 広報など1次資料
1. 1 2 3 4 5 6  “パリジャン 商品紹介”.   パリジャン. 2010年1月20日閲覧。
2. ↑  “パリジャンについて パリジャンQ&A”.   パリジャン. 2010年1月20日閲覧。
3. ↑  “11月新商品のお知らせ”.  モンテール (2016年11月1日). 2010年1月20日閲覧。